# 畠山義元
畠山 義元（はたけやま よしもと）は、室町時代の能登の守護大名。

## 生涯
畠山義統の嫡男として生まれる。明応6年（1497年）、父が死去したため、家督を継いで当主となった。しかし父と違って統率力が無く、そのために明応9年（1500年）に弟の畠山慶致を擁立しようとする守護代・遊佐統秀らに謀反を起こされて、越後に追放された。
しかし永正3年（1506年）、北陸において大規模な一向一揆が起こると、畠山氏内部で義元の復帰を望む動きが起こった。永正5年（1508年）、第10代将軍であった足利義稙が大内義興に擁されて上洛して復権を果たすと、親義稙派であった義元陣営の巻き返しが本格化し、これに押された慶致は隠居して義元が当主として復帰することとなった。このとき、慶致の嫡男である畠山義総を養嗣子として迎え、二元政治を開始している。程なく、上洛して義稙の側近として仕えた。永正10年（1513年）、能登で家臣による反乱が起こると帰国し、義総と共に鎮圧している。
永正12年（1515年）に死去し、後を甥で養子の義総が継いだ。